# Tour der British and Irish Lions nach Neuseeland 2017
| Tour der British and Irish Lions Lions nach Neuseeland 2017 | Tour der British and Irish Lions Lions nach Neuseeland 2017 | Tour der British and Irish Lions Lions nach Neuseeland 2017 | Tour der British and Irish Lions Lions nach Neuseeland 2017 | Tour der British and Irish Lions Lions nach Neuseeland 2017 |
| Übersicht                                                   | S                                                           | G                                                           | U                                                           | N                                                           |
| ----------------------------------------------------------- | ----------------------------------------------------------- | ----------------------------------------------------------- | ----------------------------------------------------------- | ----------------------------------------------------------- |
| Test Matches                                                | 03                                                          | 1                                                           | 1                                                           | 1                                                           |
| Sonstige Spiele                                             | 07                                                          | 4                                                           | 1                                                           | 2                                                           |
| Gesamt                                                      | 10                                                          | 5                                                           | 2                                                           | 3                                                           |
|                                                             |                                                             |                                                             |                                                             |                                                             |
| Neuseeland                                                  | 03                                                          | 1                                                           | 1                                                           | 1                                                           |

Die Tour der British and Irish Lions nach Neuseeland 2017 war eine Tour der Rugby-Union-Auswahlmannschaft British and Irish Lions. Sie reiste von Anfang Juni bis Anfang Juli 2017 durch Neuseeland und bestritt während dieser Zeit zehn Spiele. Darunter waren drei Test Matches gegen die neuseeländische Nationalmannschaft. Dabei resultierten je ein Sieg, ein Unentschieden und eine Niederlage, womit die Serie ausgeglichen endete. Auf dem Programm standen auch fünf Begegnungen mit den neuseeländischen Super-Rugby-Teams und zwei gegen weitere Auswahlmannschaften. In diesen sieben Zusatzspielen resultierten vier Siege, ein Unentschieden und zwei Niederlagen für die Lions.

## Ereignisse
Ursprünglich schlug das Lions-Management ein Spiel in den Vereinigten Staaten gegen die amerikanische Nationalmannschaft vor, um die Tour zu eröffnen, ähnlich wie das Spiel gegen die Barbarians in Hongkong im Jahr 2013. Im Juli 2015 ließ es diese Idee jedoch fallen, da wichtige amerikanische Spieler aufgrund von Vereinsverpflichtungen nicht zur Verfügung stehen würden. Christchurch war zunächst als Austragungsort für eines der Test Matches vorgesehen, doch aufgrund des Erdbebens von 2011, bei dem der Lancaster Park irreparabel beschädigt wurde, war der neuseeländische Verband der Meinung, dass die verbleibenden Stadien auf der Südinsel zu klein seien, um ein Test Match auszutragen.
Unter der Woche bestritten die Lions Partien gegen alle fünf neuseeländischen Mannschaften der internationalen Liga Super Rugby, anstatt wie bei früheren Touren üblich gegen Auswahlteams der Provinzverbände. Angesichts der damaligen Form der Super-Rugby-Teams war die 2017er-Tour wohl eine der schwierigsten, die eine Auswahl der British and Irish Lions je unternommen hat. Die Lions trafen nur zwei Tage vor ihrem ersten Spiel gegen die Provincial Barbarians ein, die aus Ersatzspielern der Super-Rugby-Mannschaften bestanden und zu denen auch Bryn Gatland, der Sohn von Lions-Trainer Warren Gatland, gehörte. Nach einer 7:3-Halbzeitführung der Barbarians siegten die Lions wenig überzeugend mit 13:7. Gegen die Blues aus Auckland und die Highlanders aus Dunedin mussten sich die Lions jeweils knapp geschlagen geben, während ihnen gegen die Crusaders aus Christchurch und die Chiefs aus Hamilton jeweils ein Sieg gelang. Ebenfalls durchsetzen konnten sie sich in Rotorua gegen die Māori All Blacks, während gegen die Hurricanes aus Wellington ein 31:31-Unentschieden resultierte.
Das erste Test Match fand am 24. Juni in Auckland statt. In der ersten Hälfte war es stark umkämpft, wobei die All Blacks durch einen Straftritt von Beauden Barrett und einen Versuch durch Codie Taylor früh mit 10:0 in Führung gingen. Die Lions antworteten mit einem Versuch durch Sean O’Brien und zur Pause führten die Gastgeber mit 13:8. Mit zwei Versuchen durch Rieko Ioane zogen die Neuseeländer in der zweiten Hälfte uneinholbar davon, woran auch der Versuch von Rhys Webb in der letzten Spielminute nichts mehr ändern konnte. Neuseeland gewann das Spiel schließlich mit 30:15.
Das zweite Test Match am 1. Juli in Wellington war gekennzeichnet durch den Platzverweis von Sonny Bill Williams, so dass die All Blacks 55 Minuten lang mit nur 14 Mann spielen mussten. Nach je drei verwerteten Straftritten stand es zur Pause 9:9 unentschieden. Drei weitere von Beauden Barrett ausgeführte Straftritte brachten Neuseeland zu Beginn der zweiten Hälfte mit 18:9 in Führung, doch dann schafften Taulupe Faletau und Conor Murray mit je einem Versuch den Ausgleich zum 21:21. Die Entscheidung fiel in der 76. Minute, als Charlie Faumuina ein verbotentes Tackling in der Luft gegen Kyle Sinckler ausführte. Den anschließenden Straftritt verwandelte Owen Farrell zum 24:21-Sieg der Lions.
Im dritten Test Match am 8. Juli in Auckland führte Neuseeland zur Pause dank Versuchen durch Ngani Laumape und Jordie Barrett mit 12:6. Doch die Lions kämpften sich in der zweiten Hälfte zurück ins Spiel und schließlich reichten fünf Straftritte (vier von Farrell und einer von Elliot Daly) zum 15:15-Endstand. Zwei Minuten vor Schluss gab es eine kontroverse Szene, da Ken Owens den Ball möglicherweise aus einer Abseitsposition heraus gespielt hatte. Der französische Schiedsrichter Romain Poite entschied zunächst auf Straftritt, bevor er diesen nach Rücksprache mit den Videoschiedsrichter in ein Gedränge umwandelte. So endeten sowohl die Partie als auch die Test-Match-Serie unentschieden.

## Spielplan
- Hintergrundfarbe grün = Sieg
- Hintergrundfarbe gelb = Unentschieden
- Hintergrundfarbe rot = Niederlage

(Test Matches sind grau unterlegt; Ergebnisse aus der Sicht der Lions)
| #  | Datum         | Gegner                 | Ort          | Stadion                       | Ergebnis |
| -- | ------------- | ---------------------- | ------------ | ----------------------------- | -------- |
| 01 | 03. Juni 2017 | New Zealand Barbarians | Whangārei    | Okara Park                    | 13:7     |
| 02 | 07. Juni 2017 | Blues                  | Auckland     | Eden Park                     | 16:22    |
| 03 | 10. Juni 2017 | Crusaders              | Christchurch | Rugby League Park             | 12:3     |
| 04 | 13. Juni 2017 | Highlanders            | Dunedin      | Forsyth Barr Stadium          | 22:23    |
| 05 | 17. Juni 2017 | Māori All Blacks       | Rotorua      | Rotorua International Stadium | 32:10    |
| 06 | 20. Juni 2017 | Chiefs                 | Hamilton     | Waikato Stadium               | 34:6     |
| 07 | 24. Juni 2017 | Neuseeland             | Auckland     | Eden Park                     | 15:30    |
| 08 | 27. Juni 2017 | Hurricanes             | Wellington   | Wellington Regional Stadium   | 31:31    |
| 09 | 01. Juli 2017 | Neuseeland             | Wellington   | Wellington Regional Stadium   | 24:21    |
| 10 | 08. Juli 2017 | Neuseeland             | Auckland     | Eden Park                     | 15:15    |

## Test Matches

### 1. Test Match
| 24. Juni 2017 19:35 NZST | Neuseeland | 30 : 15         | British and Irish Lions                                                                             | Eden Park, Auckland Zuschauer: 48.181 Schiedsrichter: Jaco Peyper (Südafrika) |
| 24. Juni 2017 19:35 NZST | Versuche: Taylor 17. erh. Ioane (2) 54. erh., 69. erh. Erhöhungen: B. Barrett (3/3) Straftritte: B. Barrett (3/3) 13., 33., 60. | (12:13) Bericht | Versuche: O’Brien 35. n.erh. Webb 80. erh. Erhöhungen: Farrell (1/2) Straftritte: Farrell (1/1) 30. | Eden Park, Auckland Zuschauer: 48.181 Schiedsrichter: Jaco Peyper (Südafrika) |

| 15                 | Ben Smith           | 26. |
| 14                 | Israel Dagg         |     |
| 13                 | Ryan Crotty         | 33. |
| 12                 | Sonny Bill Williams |     |
| 11                 | Rieko Ioane         |     |
| 10                 | Beauden Barrett     |     |
| 09                 | Aaron Smith         | 55. |
| 08                 | Kieran Read         | 76. |
| 07                 | Sam Cane            |     |
| 06                 | Jerome Kaino        | 46. |
| 05                 | Sam Whitelock       |     |
| 04                 | Brodie Retallick    |     |
| 03                 | Owen Franks         | 53. |
| 02                 | Codie Taylor        | 66. |
| 01                 | Joe Moody           | 53. |
| Auswechselspieler: |                     |     |
| 16                 | Nathan Harris       | 66. |
| 17                 | Wyatt Crockett      | 53. |
| 18                 | Charlie Faumuina    | 53. |
| 19                 | Scott Barrett       | 76. |
| 20                 | Ardie Savea         | 46. |
| 21                 | TJ Perenara         | 55. |
| 22                 | Aaron Cruden        | 26. |
| 23                 | Anton Lienert-Brown | 33. |
| Trainer:           |                     |     |
| Steve Hansen       |                     |     |

| 15                 | Liam Williams   | 71. |
| 14                 | Anthony Watson  |     |
| 13                 | Jonathan Davies |     |
| 12                 | Ben Teʻo        | 56. |
| 11                 | Elliot Daly     |     |
| 10                 | Owen Farrell    |     |
| 09                 | Conor Murray    | 67. |
| 08                 | Taulupe Faletau |     |
| 07                 | Sean O’Brien    |     |
| 06                 | Peter O’Mahony  | 53. |
| 05                 | George Kruis    |     |
| 04                 | Alun Wyn Jones  | 47. |
| 03                 | Tadhg Furlong   | 58. |
| 02                 | Jamie George    | 67. |
| 01                 | Mako Vunipola   | 51. |
| Auswechselspieler: |                 |     |
| 16                 | Ken Owens       | 67. |
| 17                 | Jack McGrath    | 51. |
| 18                 | Kyle Sinckler   | 58. |
| 19                 | Maro Itoje      | 47. |
| 20                 | Sam Warburton   | 53. |
| 21                 | Rhys Webb       | 67. |
| 22                 | Jonathan Sexton | 56. |
| 23                 | Leigh Halfpenny | 71. |
| Trainer:           |                 |     |
| Warren Gatland     |                 |     |

### 2. Test Match
| 1. Juli 2017 19:35 NZST | Neuseeland                                                       | 21 : 24       | British and Irish Lions                                                                                              | Wellington Regional Stadium, Wellington Zuschauer: 38.931 Schiedsrichter: Jérôme Garcès (Frankreich) |
| 1. Juli 2017 19:35 NZST | Straftritte: B. Barrett (7/10) 19., 31., 36., 47., 53., 57., 66. | (9:9) Bericht | Versuche: Faletau 59. n.erh. Murray 68. erh. Erhöhungen: Farrell (1/2) Straftritte: Farrell (4/4) 22., 33., 40., 77. | Wellington Regional Stadium, Wellington Zuschauer: 38.931 Schiedsrichter: Jérôme Garcès (Frankreich) |

| 15                 | Israel Dagg         |     |
| 14                 | Waisake Naholo      | 59. |
| 13                 | Anton Lienert-Brown |     |
| 12                 | Sonny Bill Williams | 24′ |
| 11                 | Rieko Ioane         |     |
| 10                 | Beauden Barrett     |     |
| 09                 | Aaron Smith         | 65. |
| 08                 | Kieran Read         |     |
| 07                 | Sam Cane            | 63. |
| 06                 | Jerome Kaino        | 26. |
| 05                 | Sam Whitelock       | 72. |
| 04                 | Brodie Retallick    |     |
| 03                 | Owen Franks         | 52. |
| 02                 | Codie Taylor        | 79. |
| 01                 | Joe Moody           | 52. |
| Auswechselspieler: |                     |     |
| 16                 | Nathan Harris       | 79. |
| 17                 | Wyatt Crockett      | 52. |
| 18                 | Charlie Faumuina    | 52. |
| 19                 | Scott Barrett       | 72. |
| 20                 | Ardie Savea         | 63. |
| 21                 | TJ Perenara         | 65. |
| 22                 | Aaron Cruden        | 59. |
| 23                 | Ngani Laumape       | 26. |
| Trainer:           |                     |     |
| Steve Hansen       |                     |     |

| 15                 | Liam Williams   |                  |
| 14                 | Anthony Watson  | 24. 30.          |
| 13                 | Jonathan Davies |                  |
| 12                 | Owen Farrell    |                  |
| 11                 | Elliot Daly     |                  |
| 10                 | Jonathan Sexton |                  |
| 09                 | Conor Murray    |                  |
| 08                 | Taulupe Faletau |                  |
| 07                 | Sean O’Brien    | 63. 65.          |
| 06                 | Sam Warburton   |                  |
| 05                 | Alun Wyn Jones  | 58.              |
| 04                 | Maro Itoje      |                  |
| 03                 | Tadhg Furlong   | 61.              |
| 02                 | Jamie George    |                  |
| 01                 | Mako Vunipola   | 55. bis 65.′ 65. |
| Auswechselspieler: |                 |                  |
| 16                 | Ken Owens       |                  |
| 17                 | Jack McGrath    | 63.              |
| 18                 | Kyle Sinckler   | 61.              |
| 19                 | Courtney Lawes  | 58.              |
| 20                 | CJ Stander      |                  |
| 21                 | Rhys Webb       |                  |
| 22                 | Ben Teʻo        |                  |
| 23                 | Jack Nowell     | 24. 30.          |
| Trainer:           |                 |                  |
| Warren Gatland     |                 |                  |

### 3. Test Match
| 8. Juli 2017 19:35 NZST | Neuseeland | 15 : 15        | British and Irish Lions                                      | Eden Park, Auckland Zuschauer: 48.609 Schiedsrichter: Romain Poite (Frankreich) |
| 8. Juli 2017 19:35 NZST | Versuche: Laumape 14. erh. J. Barrett 35. n.erh. Erhöhungen: B. Barrett (1/2) Straftritte: B. Barrett (1/2) 67. | (12:6) Bericht | Straftritte: Farrell (4/4) 20., 32., 59., 77. Daly (1/1) 41. | Eden Park, Auckland Zuschauer: 48.609 Schiedsrichter: Romain Poite (Frankreich) |

| 15                 | Jordie Barrett      |              |
| 14                 | Israel Dagg         |              |
| 13                 | Anton Lienert-Brown |              |
| 12                 | Ngani Laumape       | 66.          |
| 11                 | Julian Savea        | 72.          |
| 10                 | Beauden Barrett     |              |
| 09                 | Aaron Smith         | 73.          |
| 08                 | Kieran Read         |              |
| 07                 | Sam Cane            | 59.          |
| 06                 | Jerome Kaino        | 49. bis 59.′ |
| 05                 | Sam Whitelock       | 77.          |
| 04                 | Brodie Retallick    |              |
| 03                 | Owen Franks         | 57.          |
| 02                 | Codie Taylor        | 72.          |
| 01                 | Joe Moody           | 57.          |
| Auswechselspieler: |                     |              |
| 16                 | Nathan Harris       | 72.          |
| 17                 | Wyatt Crockett      | 57.          |
| 18                 | Charlie Faumuina    | 57.          |
| 19                 | Scott Barrett       | 77.          |
| 20                 | Ardie Savea         | 59.          |
| 21                 | TJ Perenara         | 73.          |
| 22                 | Aaron Cruden        | 72.          |
| 23                 | Malakai Fekitoa     | 66.          |
| Trainer:           |                     |              |
| Steve Hansen       |                     |              |

| 15                 | Liam Williams   |             |
| 14                 | Anthony Watson  | 72.         |
| 13                 | Jonathan Davies |             |
| 12                 | Owen Farrell    |             |
| 11                 | Elliot Daly     |             |
| 10                 | Jonathan Sexton | 48. 52. 72. |
| 09                 | Conor Murray    | 69.         |
| 08                 | Taulupe Faletau |             |
| 07                 | Sean O’Brien    | 40.         |
| 06                 | Sam Warburton   | 66. 72.     |
| 05                 | Alun Wyn Jones  | 49. 66. 72. |
| 04                 | Maro Itoje      |             |
| 03                 | Tadhg Furlong   | 59.         |
| 02                 | Jamie George    | 69.         |
| 01                 | Mako Vunipola   | 59.         |
| Auswechselspieler: |                 |             |
| 16                 | Ken Owens       | 69.         |
| 17                 | Jack McGrath    | 59.         |
| 18                 | Kyle Sinckler   | 59.         |
| 19                 | Courtney Lawes  | 49.         |
| 20                 | CJ Stander      | 40.         |
| 21                 | Rhys Webb       | 69.         |
| 22                 | Ben Teʻo        | 49. 52. 72. |
| 23                 | Jack Nowell     | 72.         |
| Trainer:           |                 |             |
| Warren Gatland     |                 |             |

## Kader

### Management
Am 30. Juli 2014 wurde der frühere englische Nationalspieler John Spencer, Teilnehmer der 1971er-Tour, als Tourmanager der Lions vorgestellt. Das Lions-Komitee bestätigte am 7. September 2016, dass Warren Gatland wie schon bei der 2013er-Tour nach Australien das Amt des Cheftrainers übernehmen werde. Gatland wiederum ernannte am 7. Dezember 2016 seine Assistenten Steve Borthwick, Andy Farrell, Rob Howley, Neil Jenkins und Graham Rowntree. Der Betreuerstab der Lions umfasste insgesamt 26 Personen.
- Tourmanager: John Spencer
- Cheftrainer: Warren Gatland
- Assistenztrainer: Steve Borthwick, Andy Farrell, Neil Jenkins, Graham Rowntree
- Kapitän: Sam Warburton

### Spieler
John Spencer gab am 19. April 2017 einen provisorischen Kader von 41 Spielern bekannt, der sich aus 16 Engländern, zwölf Walisern, elf Iren und zwei Schotten zusammensetzte. Ben Youngs war zunächst in den Kader berufen worden, zog sich aber am 6. Mai aus familiären Gründen zurück. Billy Vunipola musste sich am 21. Mai ebenfalls zurückziehen, nachdem er sich bei einem Spiel seines Vereins Saracens eine Schulterverletzung zugezogen hatte. Am 17. Juni nahm Warren Gatland sechs Spieler – Kristian Dacey, Gareth Davies, Allan Dell, Tomas Francis, Cory Hill und Finn Russell – zusätzlich in den Kader auf, um sie bei den Spielen unter der Woche vor der Test-Match-Serie einsetzen zu können. Ross Moriarty musste am selben Tag nach einer Verletzung, die er sich im Spiel gegen die New Zealand Provincial Barbarians zugezogen hatte, vorzeitig heimkehren. Am 29. Juni fielen Robbie Henshaw und George North nach ihren Verletzungen im Spiel gegen die Hurricanes für die restlichen Spiele aus. Dasselbe widerfuhr Jared Payne vor dem letzten Spiel der Tour aufgrund einer Gehirnerschütterung.
| Spieler         | Position         | Mannschaft         |
| --------------- | ---------------- | ------------------ |
| Gareth Davies   | Gedrängehalb     | Scarlets           |
| Greig Laidlaw   | Gedrängehalb     | Gloucester Rugby   |
| Conor Murray    | Gedrängehalb     | Munster Rugby      |
| Rhys Webb       | Gedrängehalb     | Ospreys            |
| Dan Biggar      | Verbinder        | Ospreys            |
| Owen Farrell    | Verbinder        | Saracens           |
| Finn Russell    | Verbinder        | Glasgow Warriors   |
| Jonathan Sexton | Verbinder        | Leinster Rugby     |
| Jonathan Davies | Innendreiviertel | Scarlets           |
| Robbie Henshaw  | Innendreiviertel | Leinster Rugby     |
| Jonathan Joseph | Innendreiviertel | Bath Rugby         |
| Jared Payne     | Innendreiviertel | Ulster Rugby       |
| Ben Teʻo        | Innendreiviertel | Worcester Warriors |
| Elliot Daly     | Innendreiviertel | Wasps RFC          |
| George North    | Außendreiviertel | Northampton Saints |
| Jack Nowell     | Außendreiviertel | Exeter Chiefs      |
| Tommy Seymour   | Außendreiviertel | Glasgow Warriors   |
| Anthony Watson  | Außendreiviertel | Bath Rugby         |
| Leigh Halfpenny | Schlussmann      | Cardiff Blues      |
| Stuart Hogg     | Schlussmann      | Glasgow Warriors   |
| Liam Williams   | Schlussmann      | Scarlets           |

| Spieler         | Position             | Mannschaft            |
| --------------- | -------------------- | --------------------- |
| Rory Best       | Hakler               | Ulster Rugby          |
| Kristian Dacey  | Hakler               | Cardiff Blues         |
| Jamie George    | Hakler               | Saracens              |
| Ken Owens       | Hakler               | Scarlets              |
| Allan Dell      | Pfeiler              | Edinburgh Rugby       |
| Dan Cole        | Pfeiler              | Leicester Tigers      |
| Tomas Francis   | Pfeiler              | Exeter Chiefs         |
| Tadhg Furlong   | Pfeiler              | Leinster Rugby        |
| Joe Marler      | Pfeiler              | Harlequins            |
| Jack McGrath    | Pfeiler              | Leinster Rugby        |
| Kyle Sinckler   | Pfeiler              | Harlequins            |
| Mako Vunipola   | Pfeiler              | Saracens              |
| Iain Henderson  | Zweite-Reihe-Stürmer | Ulster Rugby          |
| Cory Hill       | Zweite-Reihe-Stürmer | Newport Gwent Dragons |
| Maro Itoje      | Zweite-Reihe-Stürmer | Saracens              |
| Alun Wyn Jones  | Zweite-Reihe-Stürmer | Ospreys               |
| George Kruis    | Zweite-Reihe-Stürmer | Saracens              |
| Courtney Lawes  | Zweite-Reihe-Stürmer | Northampton Saints    |
| James Haskell   | Flügelstürmer        | Wasps RFC             |
| Sean O’Brien    | Flügelstürmer        | Leinster Rugby        |
| Peter O’Mahony  | Flügelstürmer        | Munster Rugby         |
| CJ Stander      | Flügelstürmer        | Munster Rugby         |
| Justin Tipuric  | Flügelstürmer        | Ospreys               |
| Sam Warburton   | Flügelstürmer        | Cardiff Blues         |
| Taulupe Faletau | Nummer Acht          | Bath Rugby            |
| Ross Moriarty   | Nummer Acht          | Gloucester Rugby      |